# خانه شیشه‌ای (فیلم ۱۴۰۰)
خانه شیشه‌ای فیلمی به کارگردانی امیر پورکیان و تهیه‌کنندگی سید امیر سیدزاده محصول سال ۱۴۰۰ است.

## بازیگران
- امیر جعفری
- بهاره کیان‌افشار
- شهاب مظفری
- پانته‌آ بهرام
- نیما شعبان‌نژاد
- خاطره اسدی
- بهنام ابطحی
- لادن ژاوه‌وند